# Condado de Tecklenburg
El condado de Tecklenburg (en alemán: Grafschaft Tecklenburg) fue un estado del Sacro Imperio Romano Germánico, localizado en los actuales estados alemanes de Renania del Norte-Westfalia y Baja Sajonia.

## Historia

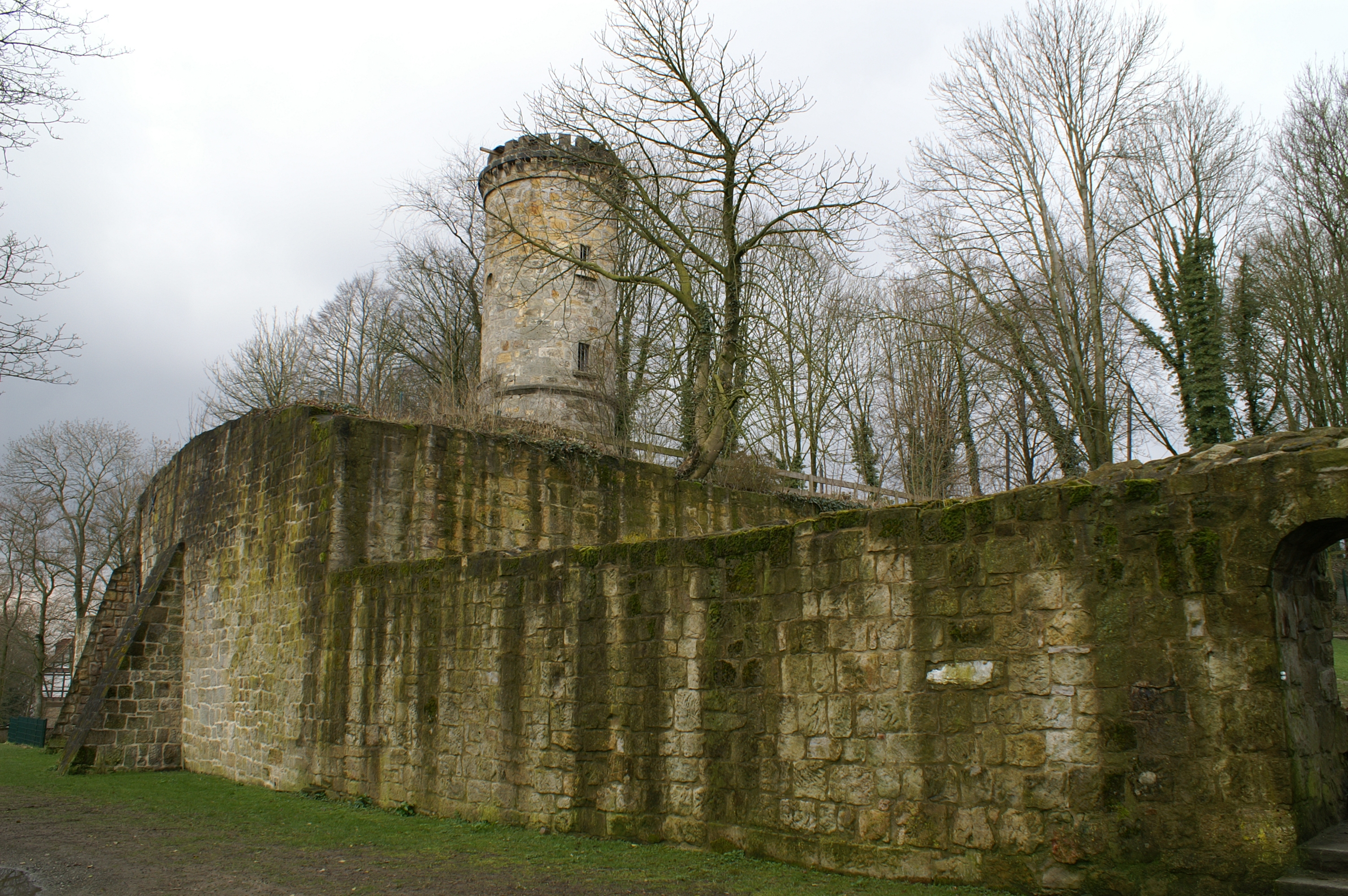
Ruinas del Castillo de Tecklenburg.

En el siglo XII el condado de Tecklenburg emergió en la región conocida ahora como "Tecklenburger Land" en las estribaciones occidentales del bosque de Teutoburgo.
Tras la extinción de los condes de Tecklenburg en 1262, fue anexionado por el vecino condado de Bentheim en 1263. Entre 1328 y 1562 fue gobernado por los condes de Schwerin. En 1365 estos adquirieron el Señorío de Rheda, pero en 1400 estos perdieron partes septentrionales del condado (los distritos de Cloppenburg, Friesoythe y Bevergern) en favor del príncipe-obispo de Münster.
Conrado de Tecklenburg-Schwerin fue el primer gobernante en Westfalia en introducir la Reforma protestante y se convirtió en miembro de la Liga de Esmalcalda. Tras la derrota de la Liga, el condado de Tecklenburg fue forzado a ceder territorios a Carlos V para formar el condado de Lingen. En 1557, en conflicto con las reclamaciones de la Casa de Solms-Braunfels, el condado fue heredado por Arnaldo II (IV) de Bentheim-Tecklenburg cuyo hijo Adolfo fundó una nueva línea de condes de Tecklenburg. En 1588 los condes introdujeron el Calvinismo en Tecklenburg.
En 1696 el condado de Tecklenburg fue cedido a la Casa de Solms. En 1707 el conde Guillermo Mauricio de Solms-Braunfels vendió Tecklenburg a Prusia. En el Tratado de Berlín de 1729 la casa comital de Bentheim-Tecklenburg abandonó toda reclamación sobre el condado.
El condado fue mediatizado al Gran Ducado de Berg en 1808. Tecklenburg fue anexionado por Francia en 1810 conjuntamente con muchas regiones noroccidentales alemanas. El Congreso de Viena retornó Tecklenburg a Prusia en 1816.